# Siča
 Siča  falu Horvátországban, Károlyváros megyében. Közigazgatásilag Barilovićhoz tartozik.

## Fekvése
Károlyvárostól 17 km-re, községközpontjától 7 km-re délnyugatra a Korana bal partján fekszik.

## Története
A településnek 1857-ben 169, 1910-ben 268 lakosa volt. Trianon előtt Modrus-Fiume vármegye Vojnići járásához tartozott. 2011-ben 154 lakosa volt.

## Lakosság
| Lakosság változása | Lakosság változása | Lakosság változása | Lakosság változása | Lakosság változása | Lakosság változása | Lakosság változása | Lakosság változása | Lakosság változása | Lakosság változása | Lakosság változása | Lakosság változása | Lakosság változása | Lakosság változása | Lakosság változása | Lakosság változása |
| ------------------ | ------------------ | ------------------ | ------------------ | ------------------ | ------------------ | ------------------ | ------------------ | ------------------ | ------------------ | ------------------ | ------------------ | ------------------ | ------------------ | ------------------ | ------------------ |
| 1857               | 1869               | 1880               | 1890               | 1900               | 1910               | 1921               | 1931               | 1948               | 1953               | 1961               | 1971               | 1981               | 1991               | 2001               | 2011               |
| 169                | 197                | 208                | 247                | 232                | 268                | 216                | 257                | 250                | 241                | 243                | 217                | 195                | 192                | 171                | 154                |

## Nevezetességei
Határában található néhány a római korban működött kőbánya, ahonnan az ókorban a szarkofágok alapanyagait bányászták.